# برگر کینگ
بِرگر کینگ (به انگلیسی: Burger King) با نام مخفف بی‌کی (به انگلیسی: BK)، یک رستوران‌های زنجیره‌ای است که محصولات آن بیشتر شامل همبرگر است. همانند مک دونالدز، برگر کینگ در بسیاری از کشورهای جهان شعبه دارد. اولین شعبه از این رستوران در سال ۱۹۵۴ در شهر میامی در ایالت فلوریدا در آمریکا افتتاح شد و دفتر مرکزی آن نیز در همین شهر واقع است .
ساندویچ مخصوص این رستوران واپر است. واپر یک نوع همبرگر است که با سس مخصوص، خیارشور، کاهو و گوجه و نان همبرگری و مخلفات دیگر تهیه می‌شود.

## هانگری جکز

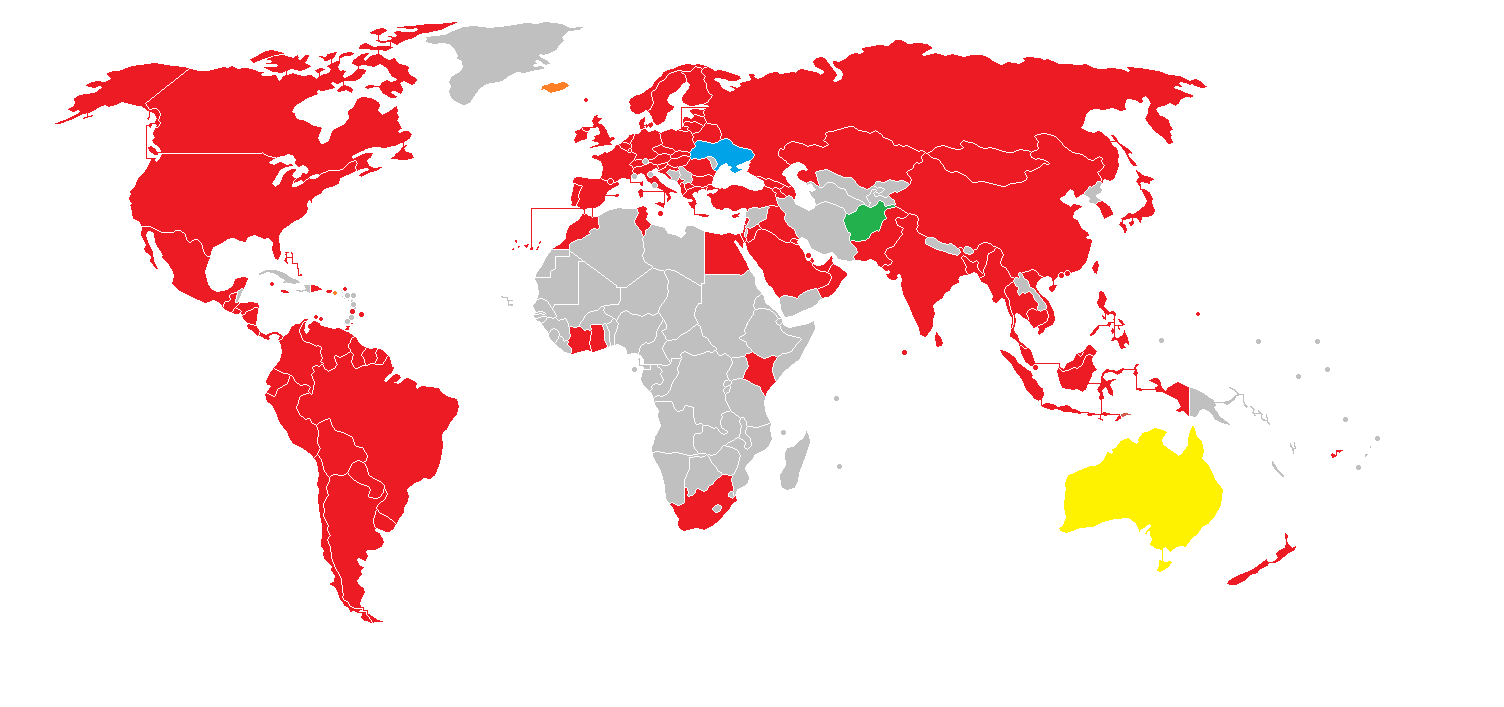
کشورهای دارای رستوران برگر کینگ

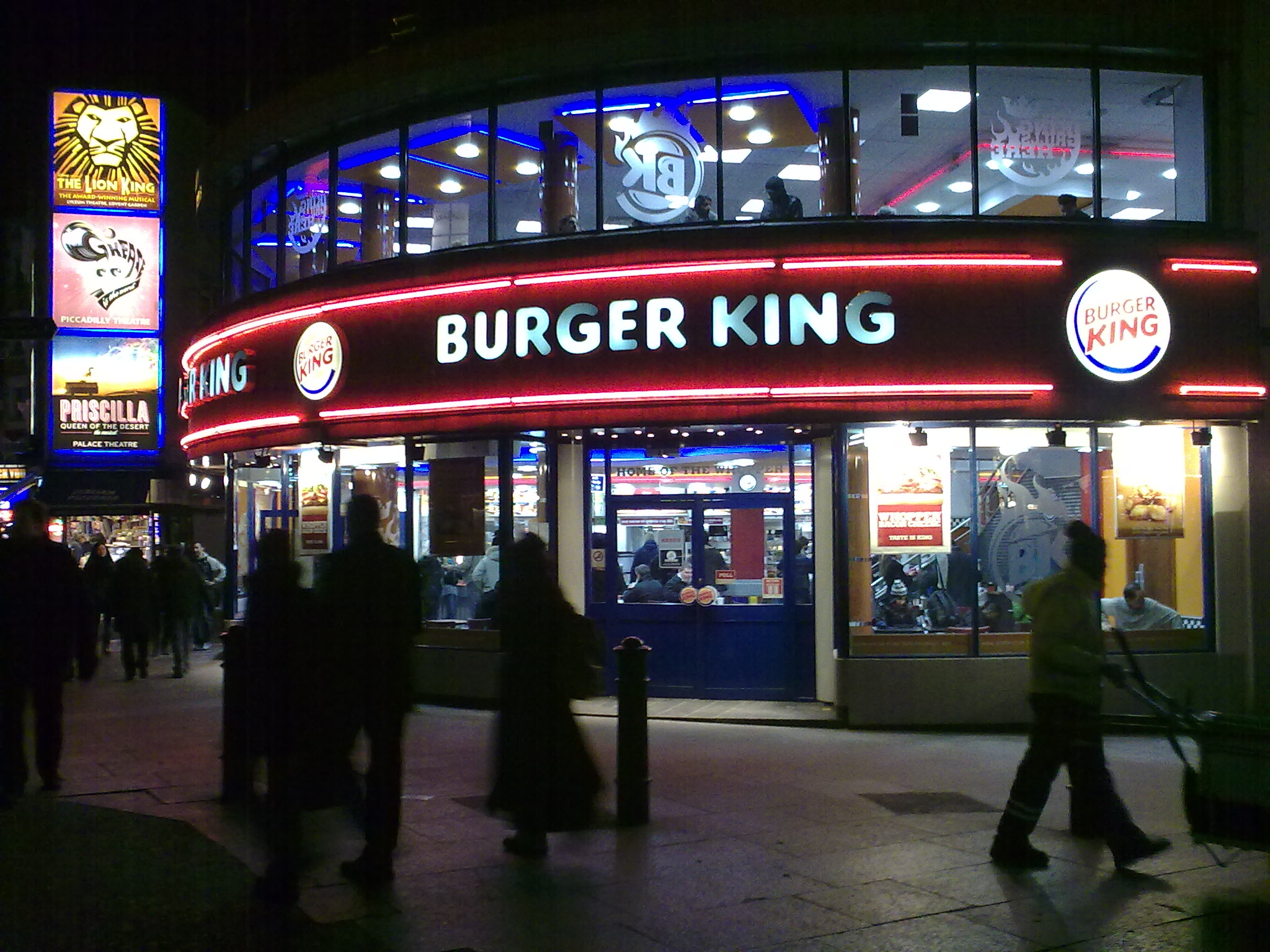
شعبه رستوران برگر کینگ در لندن

در کشور استرالیا، فروشگاه‌ها و محصولات برگر کینگ با عنوان هانگری جک Hungry Jack's شناخته می‌شوند.

## پیوندها
- وبگاه برگر کینگ www.burgerking.com